# Cleonice nitidiuscula
Cleonice nitidiuscula là một loài ruồi trong họ Tachinidae.